# KamAZ-5511
Der KamAZ-5511 (russisch КамАЗ-5511) ist ein Lastwagen aus der Produktion des russischen KAMAZ-Werks in Nabereschnyje Tschelny. Das Fahrzeug war der erste Kipper des Herstellers und wurde von 1977 bis 1990 in Serie gebaut. Ein sehr ähnlicher Nachfolger ist der KamAZ-55111, der bis 2012 gefertigt wurde.

## Fahrzeuggeschichte

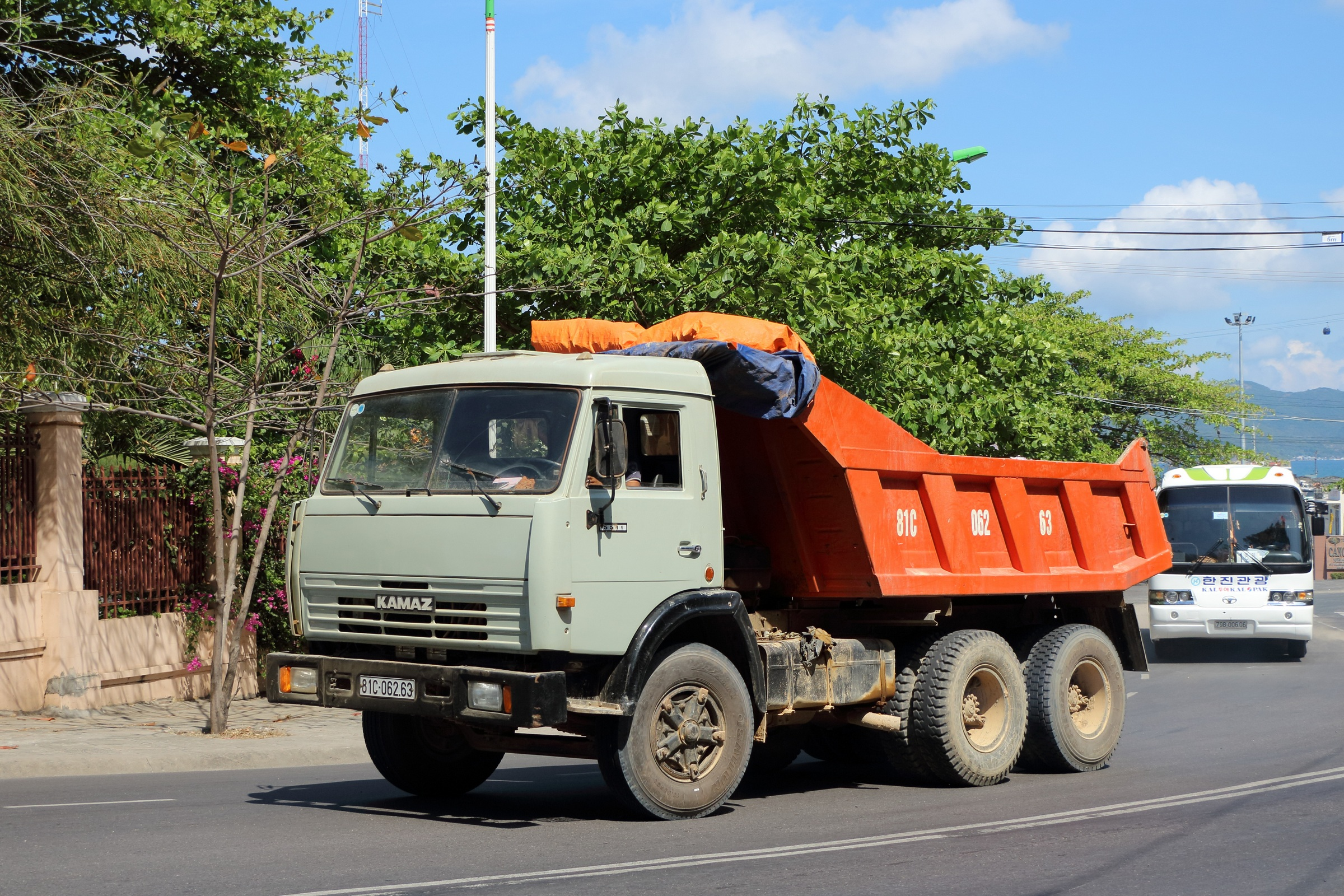
KamAZ-5511 in Vietnam (2015)

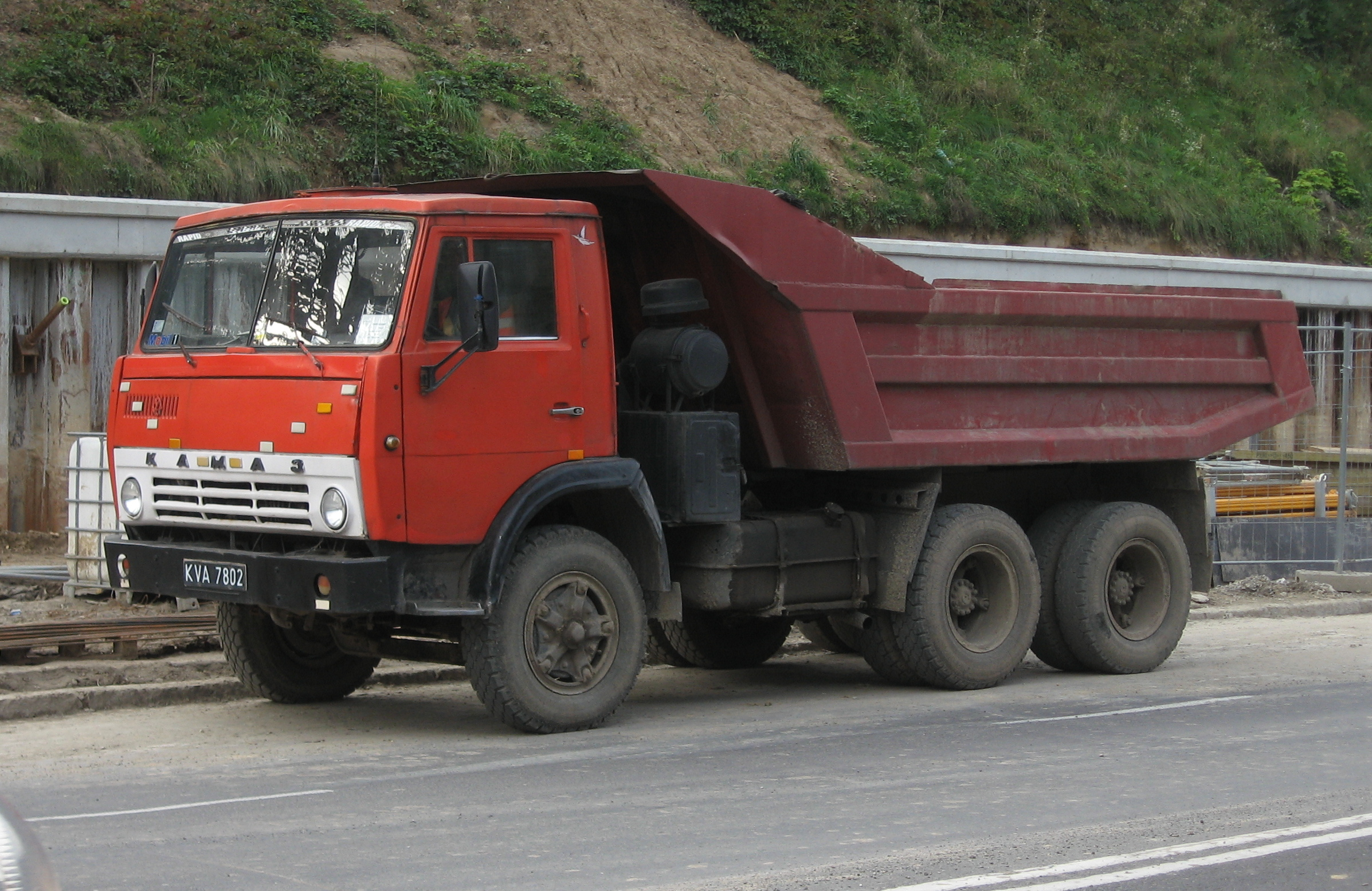
KamAZ-5511 in Krakau (2010)

Die Entwicklung des Kippers begann bereits 1972, zu einem Zeitpunkt, als es das Herstellerwerk in Nabereschnyje Tschelny noch gar nicht gab. Dieser Prototyp erhielt die Bezeichnung KamAZ-5510, die für das Serienmodell nicht beibehalten wurde. Die Großserienproduktion begann 1977, wobei das Neftekamski Awtosawod die Aufbauten zulieferte. Die Mulden aus Stahl fassten zunächst 7,2 Kubikmeter und sind zusätzlich beheizbar, indem die Abgase des Fahrzeugs hindurch geleitet werden. Dies verhindert das Festfrieren von nassem Ladegut bei niedrigen Temperaturen.
Ab 1980 wurde zusätzlich die Version KamAZ-55102 gebaut, ein Kipper, welcher speziell für die Landwirtschaft konzipiert war. Die zulässige Nutzlast wurde auf sieben Tonnen reduziert. Gleichzeitig wurde, insbesondere für voluminöse Ladegüter, die Kippmulde vergrößert. Sie war, anders als beim Grundmodell, zudem mit waagerechtem Boden ausgeführt. Neben dieser Version wurden auch Fahrzeuge speziell für kalte und tropische Klimazonen gebaut.
In den 1980er-Jahren erfolgte eine wesentliche Überarbeitung. Die Mulde wurde um etwa einen halben Meter eingekürzt, um zu verhindern, dass die Fahrzeuge überladen werden. Das Ladevolumen sank durch diesen Schritt um etwa 0,6 Kubikmeter.
Die Kipper vom Typ KamAZ-5511 wurden bis 1990 gebaut, wobei bereits seit 1988 der Nachfolger KamAZ-55111 parallel gefertigt wurde. Einige KamAZ-5511 kamen auch in die DDR.

## Technische Daten
Die hier aufgeführten Daten gelten für Fahrzeuge vom Typ KamAZ-5511.
- Motor: Viertakt-V8-Dieselmotor
- Motortyp: KamAZ-740[3]
- Leistung: 210 PS (154 kW)
- maximales Drehmoment: 639 Nm
- Hubraum: 10.850 cm³
- Bohrung: 120 mm
- Hub: 120 mm
- Tankinhalt: 170 l
- Verbrauch: 35 l/100 km
- Getriebe: manuelles Fünf-Gang-Schaltgetriebe, zweistufige Geländeuntersetzung
- Höchstgeschwindigkeit: 90 km/h
- Antriebsformel: 6×4

Abmessungen und Gewichte
- Länge: 7130 mm
- Breite: 2500 mm
- Höhe: 2700 mm
- Radstand: 2840 + 1320 mm
- Spurweite vorne: 2026 mm
- Spurweite hinten: 1850 mm
- Bodenfreiheit: 280 mm
- Leergewicht: 8900 kg
- zulässiges Gesamtgewicht: 19.150 kg
- Zuladung: 10.000 kg
- Ladevolumen: 6,6–7,2 m³
- Reifengröße: 9,00-20" 12PR